# (73260) 2002 JP46
(73260) 2002 JP46 – planetoida z pasa głównego asteroid okrążająca Słońce w ciągu 4,32 lat w średniej odległości 2,65 j.a. Odkryta 9 maja 2002 roku.